# Head-up display
Dovidnik, prosojni zaslon, projekcijski zaslon, prikazovalnik HUD (angleško Head-up display - HUD) je vrsta prosojnega prikazovalnika, ki prikazuje podatke uporabniku v njegovem običajnem vidnem polju, da ni potrebe po gledanju drugje za podatki. Prednost je tudi ta, da mu s pogledom ni treba ostriti med oddaljeno zunanjostjo in prikazovalnik. 
Sprva se je uporabljal na vojaških letalih, kasneje tudi na komercialnih letalih, v avtomobilih, pri računalniških igricah in drugje.

## Tipi
Nekateri dovidniki so nepremični, drugi, kot so naglavni dovidniki (ang. HMD - head-mounted display), so nameščeni v čeladi in se premikajo skupaj s pilotovo glavo. Veliko sodobnih lovcev kot so F/A-18, F-16 in Eurofighter Typhoon uporablja oba sistema, F-35 Lightning II nima vgradnega dovidnika, ampak samo naglavnega.

## Zgradba
Navadno dovidnik sestavljajo tri glavne sestavine: preslikovalnik, zbirnik in ustvarjalnik slike.
Preslikovalnik običajnega dovidnika predstavlja optični kolimator, sestavljen iz izbočene leče ali vbočenega zrcala in v gorišču postavljenega svetlobnega vira, ki je lahko katodna cev, LED zaslon ali LCD zaslon. Tak sestav omogoča sliko s kolimirano svetlobo, kar pomeni da so žarki vzporedni in je gorišče v navidezni neskonočnosti. 
Zbirnik je navadno nagnjeno stekelce - žarkovni delilnik - neposredno v opazovalčevem vidnem polju. Ta preslika vsebino zaslona proti opazovalcu, hrati pa dopušča nemoten pogled preko stekla. Zbirnik ima lahko poseben nanos, ki odbija le določeno enobarvno svetlobo, vse ostale valovne dolžine pa prepušča.

Ustvarjalnik slike je računalniški vmesnik med dovidnikom in sistemom, iz katerega pridobiva podatke za prikazovanje.